# Lijst van olympische medaillewinnaars kanovaren (slalom)
Kanoslalom (Wildwaterslalom) is een discipline binnen de olympische sport kanovaren die op het programma staat van de Olympische Spelen. Deze pagina geeft de lijst van olympische medaillewinnaars in deze discipline.

## Mannen

### C1
| Editie | Goud | Goud                 | Zilver | Zilver           | Brons | Brons              |
| ------ | ---- | -------------------- | ------ | ---------------- | ----- | ------------------ |
| 1972   | GDR  | Reinhard Eiben       | FRG    | Reinhold Kauder  | USA   | James McEwan       |
| 1992   | TCH  | Lukáš Pollert        | GBR    | Gareth Marriott  | FRA   | Jacky Avril        |
| 1996   | SVK  | Michal Martikán      | CZE    | Lukáš Pollert    | FRA   | Patrice Estanguet  |
| 2000   | FRA  | Tony Estanguet       | SVK    | Michal Martikán  | SVK   | Juraj Minčík       |
| 2004   | FRA  | Tony Estanguet       | SVK    | Michal Martikán  | GER   | Stefan Pfannmöller |
| 2008   | SVK  | Michal Martikán      | GBR    | David Florence   | AUS   | Robin Bell         |
| 2012   | FRA  | Tony Estanguet       | GER    | Sideris Tasiadis | SVK   | Michal Martikán    |
| 2016   | FRA  | Denis Gargaud Chanut | SVK    | Matej Beňuš      | JPN   | Takuya Haneda      |
| 2020   | SLO  | Benjamin Savšek      | CZE    | Lukáš Rohan      | GER   | Sideris Tasiadis   |
| 2024   | FRA  | Nicolas Gestin       | GBR    | Adam Burgess     | SVK   | Matej Beňuš        |

| Land | Goud | Zilver | Brons |
| ---- | ---- | ------ | ----- |
| FRA  | 5    | 0      | 2     |
| SVK  | 2    | 3      | 3     |
| GDR  | 1    | 0      | 0     |
| SLO  | 1    | 0      | 0     |
| TCH  | 1    | 0      | 0     |
| GBR  | 0    | 3      | 0     |
| CZE  | 0    | 2      | 0     |
| GER  | 0    | 1      | 2     |
| FRG  | 0    | 1      | 0     |
| AUS  | 0    | 0      | 1     |
| JPN  | 0    | 0      | 1     |
| USA  | 0    | 0      | 1     |

Meervoudige medaillewinnaars
| Succesvolste                                                   | Meervoudige                              |
| -------------------------------------------------------------- | ---------------------------------------- |
| 3-0-0 Tony Estanguet 2-2-1 Michal Martikán 1-0-1 Lukáš Pollert | 0-1-1 Sideris Tasiadis 0-1-1 Matej Beňuš |

### K1
| Editie | Goud | Goud                | Zilver | Zilver            | Brons | Brons              |
| ------ | ---- | ------------------- | ------ | ----------------- | ----- | ------------------ |
| 1972   | GDR  | Siegbert Horn       | AUT    | Norbert Sattler   | GDR   | Harald Gimpel      |
| 1992   | ITA  | Pierpaolo Ferrazzi  | FRA    | Sylvian Curinier  | GER   | Jochen Lettmann    |
| 1996   | GER  | Oliver Fix          | SLO    | Andraž Vehovar    | GER   | Thomas Becker      |
| 2000   | GER  | Thomas Schmidt      | GBR    | Paul Ratcliffe    | ITA   | Pierpaolo Ferrazzi |
| 2004   | FRA  | Benoît Peschier     | GBR    | Campbell Walsh    | FRA   | Fabien Lefèvre     |
| 2008   | GER  | Alexander Grimm     | FRA    | Fabien Lefèvre    | TOG   | Benjamin Boukpeti  |
| 2012   | ITA  | Daniele Molmenti    | CZE    | Vavřinec Hradílek | GER   | Hannes Aigner      |
| 2016   | GBR  | Joe Clarke          | SLO    | Peter Kauzer      | CZE   | Jiří Prskavec      |
| 2020   | CZE  | Jiří Prskavec       | SVK    | Jakub Grigar      | GER   | Hannes Aigner      |
| 2024   | ITA  | Giovanni De Gennaro | FRA    | Titouan Castryck  | ESP   | Pau Echaniz        |

| Land | Goud | Zilver | Brons |
| ---- | ---- | ------ | ----- |
| GER  | 3    | 0      | 4     |
| ITA  | 3    | 0      | 1     |
| FRA  | 1    | 3      | 1     |
| GBR  | 1    | 2      | 0     |
| CZE  | 1    | 1      | 1     |
| GDR  | 1    | 0      | 1     |
| SLO  | 0    | 2      | 0     |
| AUT  | 0    | 1      | 0     |
| SVK  | 0    | 1      | 0     |
| ESP  | 0    | 0      | 1     |
| TOG  | 0    | 0      | 1     |

Meervoudige medaillewinnaars
| Succesvolste                                 | Meervoudige                              |
| -------------------------------------------- | ---------------------------------------- |
| 1-0-1 Pierpaolo Ferrazzi 1-0-1 Jiří Prskavec | 0-1-1 Fabien Lefèvre 0-0-2 Hannes Aigner |

### XK1
| Editie | Goud | Goud         | Zilver | Zilver     | Brons | Brons      |
| ------ | ---- | ------------ | ------ | ---------- | ----- | ---------- |
| 2024   | NZL  | Finn Butcher | GBR    | Joe Clarke | GER   | Noah Hegge |

| Land | Goud | Zilver | Brons |
| ---- | ---- | ------ | ----- |
| NZL  | 1    | 0      | 0     |
| GBR  | 0    | 1      | 0     |
| GER  | 0    | 0      | 1     |

## Vrouwen

### C1
| Editie | Goud | Goud        | Zilver | Zilver           | Brons | Brons         |
| ------ | ---- | ----------- | ------ | ---------------- | ----- | ------------- |
| 2020   | AUS  | Jessica Fox | GBR    | Mallory Franklin | GER   | Andrea Herzog |
| 2024   | AUS  | Jessica Fox | GER    | Elena Lilik      | USA   | Evy Leibfarth |

| Land | Goud | Zilver | Brons |
| ---- | ---- | ------ | ----- |
| AUS  | 2    | 0      | 0     |
| GER  | 0    | 1      | 1     |
| GBR  | 0    | 1      | 0     |
| USA  | 0    | 0      | 1     |

| Succesvolste      | Meervoudige |
| ----------------- | ----------- |
| 2-0-0 Jessica Fox |             |

### K1
| Editie | Goud | Goud                | Zilver | Zilver              | Brons | Brons                    |
| ------ | ---- | ------------------- | ------ | ------------------- | ----- | ------------------------ |
| 1972   | GDR  | Angelika Bahmann    | FRG    | Gisela Grothaus     | FRG   | Magdalena Wunderlich     |
| 1992   | GER  | Elisabeth Micheler  | AUS    | Danielle Woodward   | USA   | Dana Chladek             |
| 1996   | CZE  | Štěpánka Hilgertová | USA    | Dana Chladek        | FRA   | Myriam Fox-Jerusalmi     |
| 2000   | CZE  | Štěpánka Hilgertová | FRA    | Brigitte Guibal     | FRA   | Anne-Lise Bardet         |
| 2004   | SVK  | Elena Kaliská       | USA    | Rebecca Giddens     | GBR   | Helen Reeves             |
| 2008   | SVK  | Elena Kaliská       | AUS    | Jacqueline Lawrence | AUT   | Violetta Oblinger-Peters |
| 2012   | FRA  | Émilie Fer          | AUS    | Jessica Fox         | ESP   | Maialen Chourraut        |
| 2016   | ESP  | Maialen Chourraut   | NZL    | Luuka Jones         | AUS   | Jessica Fox              |
| 2020   | GER  | Ricarda Funk        | ESP    | Maialen Chourraut   | AUS   | Jessica Fox              |
| 2024   | AUS  | Jessica Fox         | POL    | Klaudia Zwolińska   | GBR   | Kimberley Woods          |

| Land | Goud | Zilver | Brons |
| ---- | ---- | ------ | ----- |
| CZE  | 2    | 0      | 0     |
| GER  | 2    | 0      | 0     |
| SVK  | 2    | 0      | 0     |
| AUS  | 1    | 3      | 2     |
| FRA  | 1    | 1      | 2     |
| ESP  | 1    | 1      | 1     |
| GDR  | 1    | 0      | 0     |
| USA  | 0    | 2      | 1     |
| FRG  | 0    | 1      | 1     |
| NZL  | 0    | 1      | 0     |
| POL  | 0    | 1      | 0     |
| GBR  | 0    | 0      | 2     |
| AUT  | 0    | 0      | 1     |

Meervoudige medaillewinnaars
| Succesvolste                                                                            | Meervoudige        |
| --------------------------------------------------------------------------------------- | ------------------ |
| 2-0-0 Štěpánka Hilgertová 2-0-0 Elena Kaliská 1-1-2 Jessica Fox 1-1-1 Maialen Chourraut | 0-1-1 Dana Chladek |

### XK1
| Editie | Goud | Goud       | Zilver | Zilver     | Brons | Brons           |
| ------ | ---- | ---------- | ------ | ---------- | ----- | --------------- |
| 2024   | AUS  | Noemie Fox | FRA    | Angèle Hug | GBR   | Kimberley Woods |

| Land | Goud | Zilver | Brons |
| ---- | ---- | ------ | ----- |
| AUS  | 1    | 0      | 0     |
| FRA  | 0    | 1      | 0     |
| GBR  | 0    | 0      | 1     |

## Afgevoerd onderdeel

### C2
| Editie | Goud | Goud                                  | Zilver | Zilver                                   | Brons | Brons                                 |
| ------ | ---- | ------------------------------------- | ------ | ---------------------------------------- | ----- | ------------------------------------- |
| 1972   | GDR  | Rolf-Dieter Amend Walter Hofmann      | FRG    | Wilhelm Baues Hans Otto Schumacher       | FRA   | Jean-Claude Olry Jean-Louis Olry      |
| 1992   | USA  | Joe Jacobi Scott Strausbaugh          | TCH    | Jiří Rohan Miroslav Šimek                | FRA   | Franck Adisson Wilfrid Forgues        |
| 1996   | FRA  | Franck Adisson Wilfrid Forgues        | CZE    | Jiří Rohan Miroslav Šimek                | GER   | André Ehrenberg Michael Senft         |
| 2000   | SVK  | Pavol Hochschorner Peter Hochschorner | POL    | Krzysztof Kołomański Michał Staniszewski | CZE   | Marek Jiras Tomáš Mader               |
| 2004   | SVK  | Pavol Hochschorner Peter Hochschorner | GER    | Marcus Becker Stefan Henze               | CZE   | Ondřej Štěpánek Jaroslav Volf         |
| 2008   | SVK  | Pavol Hochschorner Peter Hochschorner | CZE    | Ondřej Štěpánek Jaroslav Volf            | RUS   | Michail Koeznetsov Dmitri Larionov    |
| 2012   | GBR  | Timothy Baillie Etienne Stott         | GBR    | David Florence Richard Hounslow          | SVK   | Pavol Hochschorner Peter Hochschorner |
| 2016   | SVK  | Ladislav Škantár Peter Škantár        | GBR    | David Florence Richard Hounslow          | FRA   | Gauthier Klauss Matthieu Péché        |

| Land | Goud | Zilver | Brons |
| ---- | ---- | ------ | ----- |
| SVK  | 4    | 0      | 1     |
| GBR  | 1    | 2      | 0     |
| FRA  | 1    | 0      | 3     |
| GDR  | 1    | 0      | 0     |
| USA  | 1    | 0      | 0     |
| CZE  | 0    | 2      | 2     |
| GER  | 0    | 1      | 1     |
| FRG  | 0    | 1      | 0     |
| POL  | 0    | 1      | 0     |
| TCH  | 0    | 1      | 0     |
| RUS  | 0    | 0      | 1     |

Meervoudige medaillewinnaars
| Succesvolste                                                                                 | Meervoudige |
| -------------------------------------------------------------------------------------------- | --- |
| 3-0-1 Pavol Hochschorner 3-0-1 Peter Hochschorner 1-0-1 Franck Adisson 1-0-1 Wilfrid Forgues | 0-2-0 / Jiří Rohan 0-2-0 / Miroslav Šimek 0-2-0 David Florence 0-2-0 Richard Hounslow 0-1-1 Ondřej Štěpánek 0-1-1 Jaroslav Volf |

Parijs 1924 (demonstratie) · 
Berlijn 1936 · 
Londen 1948 · 
Helsinki 1952 · 
Melbourne 1956 · 
Rome 1960 · 
Tokio 1964 · 
Mexico-stad 1968 · 
München 1972 · 
Montréal 1976 · 
Moskou 1980 · 
Los Angeles 1984 · 
Seoel 1988 · 
Barcelona 1992 · 
Atlanta 1996 · 
Sydney 2000 · 
Athene 2004 · 
Peking 2008 · 
Londen 2012 · 
Rio de Janeiro 2016 ·
Tokio 2020 ·
Parijs 2024 ·
Los Angeles 2028
Medaillewinnaars (slalom) · Medaillewinnaars (sprint)